# Phyprosopus pardan
Phyprosopus pardan là một loài bướm đêm trong họ Erebidae.